# Danh sách câu lạc bộ bóng đá ở Samoa thuộc Mỹ
Đây là danh sách các câu lạc bộ bóng đá ở Samoa thuộc Mỹ.1
- Atu'u Broncos
- Atu'u Broncos B
- Aua Old School
- Autali Misasa Katolik
- Black Roses
- FC SKBC
- Fagasa Youth
- Fagatogo Blue
- Flame On
- Green Bay
- Ilaoa & Toomata
- Kiwi Soccers
- Konica
- Konica Airbase
- Lauli'i
- Lion Heart
- Lion Heart B
- Manuula Heat
- Pacific Products
- Pago Eagles
- Pago Youth
- Pago Youth B
- PanSa East
- Peace Brothers
- Renegades
- Tafuna Jets
- Tafuna Jets B
- Tafuna Jets C
- Taputimu Youth
- Utulei Youth
- Vaiala Tongan
- Vaiala Tongan B
- Vailoatai Youth
- Vaitogi United

Ghi chú
- Ghi chú 1: Danh sách này bao gồm tất cả các đội tham gia Giải bóng đá vô địch quốc gia Samoa thuộc Mỹ từ năm 2006 đến năm 2015.